# Victor De Wals
 (janvier 2022).
Si vous disposez d'ouvrages ou d'articles de référence ou si vous connaissez des sites web de qualité traitant du thème abordé ici, merci de compléter l'article en donnant les références utiles à sa vérifiabilité et en les liant à la section « Notes et références ».
Victor Philippe De Wals, né le 26 février 1881  et décédé le 25 janvier 1951  fut un homme politique belge catholique.
Il fut docteur en médecine.
Il fut élu conseiller communal (1921-) et échevin (1921-1944), puis bourgmestre (1947-mort) de Kortenberg; conseiller provincial de la province de Brabant (1925-36); sénateur de l'arrondissement de Louvain (1936-46).